# Van Terlee
Van Terlee (Dordrecht, 1636 - aldaar, 1687) was een Noord-Nederlands schilder.
Er is weinig bekend over hem, zelfs zijn voornaam is onbekend. Houbraken noemt hem samen met Willem Drost en Willem de Poorter. De overige informatie komt van Felix Becker en Ulrich Thieme.
Van Terlee was actief in Dordrecht van 1650 tot 1674 en overleed daar in 1687. Een van zijn werken is een schilderij van de ontvoering van Europa met haar maagden.
- RKD-Nederlands Instituut voor Kunstgeschiedenis: 497693